# アイルランド王立外科医学院
アイルランド王立外科医学院（アイルランドおうりつげかいがくいん、英語: Royal College of Surgeons in Ireland、公用語表記: Coláiste Ríoga na Máinleá in Éirinn）は、ダブリン2区セント・スティーブンス・グリーン公園に本部を置くアイルランドの私立大学。1446年創立、1784年大学設置。大学の略称は、RCSI。
本項は以下、アイルランド王立外科医学院を「RCSI」と記す。

## 概要

### 大学全体

RCSIの旗

RCSIは、アイルランド島全体で外科の診療科を担当する専門職協会と教育機関で、2020年現在アイルランドで唯一の私立大学である。私立大学だが学費は概算で国立大学と同等である。アイルランド国立大学の「認可カレッジ (Recognised College)」である。イギリスとアイルランドが相互に認めた4箇所の王立外科医学院で、60か国から3,000人以上の学生が在籍するアイルランド最大の医学部がある。2019年に大学として認可され、アイルランド初の私立大学となった。RCSIの本キャンパスはダブリンのセント・スティーブンス・グリーン公園にあり、1784年に王室の勅許を受けている。

#### 名称
歴史的経緯を踏まえ、イングランド王立外科医師会を考慮すると「アイルランド王立外科医師会付属外科学院」となる。
アイルランドはかつて大英帝国の一部であった歴史から、RCSIなどは現在も「王立」と称する。RCSIは私立大学だが、アイルランド国立大学 (NUI) から「NUI基準を満たしているRTCs」の一つと認定された「認可カレッジ (Recognised College)」で、「国立」の名称が誤用されることがある。認可カレッジの学位は、NUIから発行される。現在は欧州連合外のマレーシアや北米の学生が多く在籍しておよそ75パーセント (%) を占め、60か国以上から留学している。

#### モットー
RCSIのモットーである 「Consilio Manuque（奨学金と器用さ）」は、フランスの外科医大学への敬意から採用されたものである。フランスの王立外科医学院の前身であるサン・コートとサン・ダミアンの兄弟団にて使用されていた。

### 大学評価
大学評価の世界的指標の一つである、クアクアレリ・シモンズによる「QS世界大学ランキング 2021」（2020年）の医学ランキングで世界第201から250位台である。
タイムズ・ハイアー・エデュケーション『THE世界大学ランキング 2020』（2019年）で世界第201から250位台で、ユニバーシティ・カレッジ・ダブリン（アイルランド国立大学ダブリン校）と並び国内第2位である。同年のインパクトランキング「良好な健康と幸福」カテゴリーで世界第1位である。

### 入学試験
中央出願局 (CAO) は、RCSIに代わり、アイルランド、イギリス、欧州連合および欧州自由貿易連合の学部課程の出願を担当している。学部課程への入学の決定は、CAOに合格受験者に通知を出すよう指示するRCSIによって行われている。大学への入学は専ら学力に基づいている。大学には最低限の入学要件があり、英語またはアイルランド語の合格最低点と数学の合格最低点が必要である。数学の高レベル試験で40％を超えると総合点数に25点加算される。医学部では卒業試験のほか、保健師入学試験 (HPAT) を受ける必要がある。
個々の学部はさらに入学要件があり、一定の総合点数（625満点中）を超える必要がある。例えば、2019年の薬学部は、合格最低総合点数は555点である。アイルランドのリービング・サーティフィケートのみならず、イギリスの一般教育修了上級レベル、フランスのバカロレアなどの欧州連合の試験や国際バカロレアなどでも出願はできる。欧州連合の国民または居住者ではない出願者には、異なる出願手順が適用される。
大学院への入学は、RCSIが直接担当する。

#### 日本を含む欧州外の入学基準
国際バカロレア、一般教育修了上級レベルなどの受験者で最低入学条件を満たすならば、直接入学できる。ただし、入学を保証するものではなく、優れた試験結果を保有している受験者を順に定員を埋める。上記以外であればパスウェイプログラム（進学準備コース）も用意されている。

## 沿革

### ギルド
中世以来、外科手術は理容師 - 外科医のギルド（当時は聖マグダラのマリアのギルドとしても知られていた）によって許可されていた。ギルドの礼拝堂は、キリスト教会大聖堂にあった。3年間の徒弟と2年間の修士によって得られていた。実際は、外科医学院は1828年まで資格を持った外科医への見習いの義務期間を維持した。
1446年には、ヘンリー6世の勅令により聖メアリー・マグデレーヌのギルドが法人化され、イギリスやアイルランドで最初の医療法人となった。

### 外科医学院へ向けて

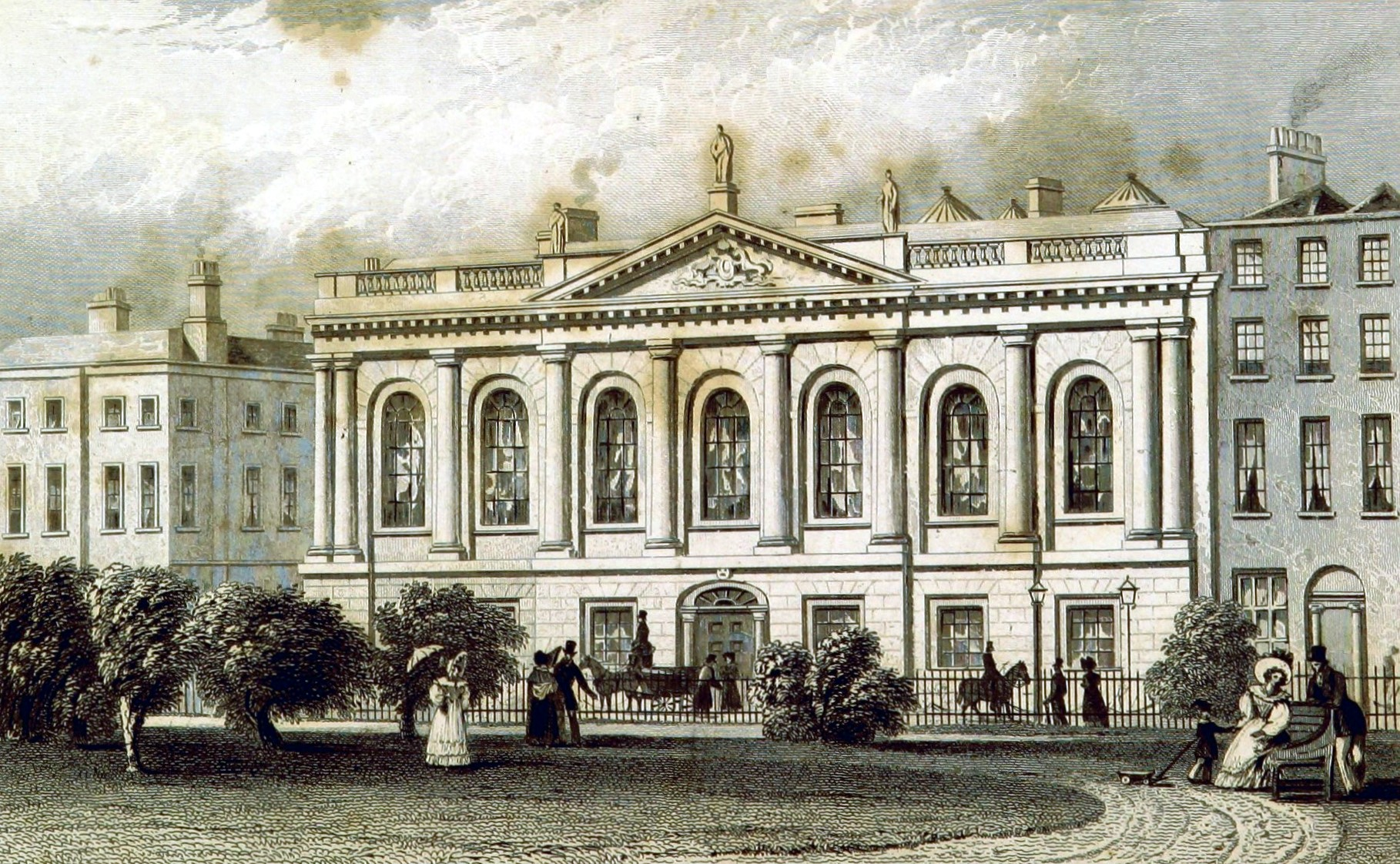
ダブリンの外科医学校（1837年）

1765年にリムリック出身の外科医シルベスター・オハロランは、1255年にルイ9世の王室憲章によって創設された外科医の養成と規制を目的として、フランスの外科医を規制していたパリの聖コスメカレッジに倣い、外科医学院を設立することを提案した。ダブリン外科医協会は、1780年にエセックス通り（現在のパーラメント通り）のエレファント・パブリック・ハウスで設立された。ダブリン大学トリニティ・カレッジでは1847年まで外科を教えていなかったため、アイルランドには外科に特化した学校が全くなかった。
標準化された外科教育を提供することに重点を置いた独立した組織を持つことが、この協会の目標の一つとなり、王立憲章を求め、1781年に理容師と別に法人化されるようにと嘆願書をアイルランド総督へ提出した。待ちに待った憲章は、1784年2月11日にジョージ3世によって承認された。初代学長のサミュエル・クロッカー・キングと初代外科教授のウィリアム・ディーズを含む統治体は、3月2日にロタンダ病院の役員室で初めて会合を開いた。当時から入学や雇用が宗派的な理由で差別されていなかった。創設者であるシルベスター・オハロランとウィリアム・ディースの2人と、最初の57人の学長のうち11人はカトリック教徒だった。1856年からカトリック大学が授与している医学資格も認めており、それが卒業証書に正当性を与えていた。最初の受験は、1784年8月だった。

### ヨーク通り
ヨーク通りの角にある現在の場所は、1805年9月に買収され、1809年にグラバーズ横丁の土地が追加で購入された。以前はクエーカーの埋葬地として使われていた。1810年3月に完成した。
1844年にヴィクトリア女王によって補足的な憲章が与えられ、医学生は開業資格者とフェローに分けられた。当初、医師は外科医と並んで訓練を受けた。1886年に統合され、医学部が設置された。この歴史の結果、医学部の卒業生は、現在でも2つの王立学院から開業資格を授与されているほか、アイルランド国立大学から医学学士、産科学士の学位を授与されている。

### 20世紀
1916年のイースター蜂起の間、セント・スティーブンス・グリーン公園の本キャンパスは、マイケル・マリンとコンスタンツ・マルキエビッチに率いられたアイルランド市民軍に占領された。降伏した後、二人は裁判にかけられ、死刑を宣告された。マリンは処刑されたが、マルキエビッチは女性で減刑された。
RCSIは4年間の大学院入学を提供する最初の医学校だった。現在は廃止されている科目は次の通り：論理学（1852年 - 1862年）、軍事外科（1851年 - 1860年）、植物学（1792年 - 1889年）、衛生学または政治医学（1841年 - 1921年、その後、医療法学と統合）。
1980年代以降ダブリンのボーモント病院は、医療訓練を本大学病院としている。ほかの付属病院にコノリー病院、王立ビクトリア眼科耳鼻咽喉科病院、セント・ジョセフ病院などの大学病院があり、現在は保健サービス委員会 (HSE) の病院管理機構にRCSI病院グループがある。

### 21世紀
2007年にRCSIは、ヘルスケアにおける個人の生活の質の測定について、日本で3回講演会を行った。東京大学、京都大学、新潟大学で開催され、それぞれ主要な学術・医療機関から80名の参加者が集まった。日本国政府の資金援助を受けて、国立病院機構新潟病院の院長および神経内科の中島孝が企画したものである。
2010年にアイリス・マクガバンがRCSIの学長になり、王立医学院で世界初の女性学長となった。
2017年にRCSIは、本キャンパスにハイテク施設を開館した。ヨーロッパで最も先進的な臨床医療シミュレーションセンターとされている。2018年のアイルランド建築賞 (RIAI) でアイルランドの最も評価されている建物に選ばれた。
2019年の資格・質保証（教育）（修正）法により、RCSIはアイルランド初の私立大学として認可された。これにより、アイルランドで私立大学の設立が可能になった。

## キャンパス
RCSIはダブリン市内にキャンパスを設けており、123セント・スティーブンス・グリーンキャンパスと26ヨーク通りキャンパス2つがある。
RCSIの本キャンパスは123セント・スティーブンス・グリーンである。1810年から本部を置くようになり、1970年代には拡張工事がなされた。
26ヨーク通りの10階建てのキャンパスは2017年に開校し、2018年のアイルランド建築賞（RIAI）でアイルランドの最も評価されている建物に選ばれた。このキャンパスは、「人生を変える次世代の医療関係者を育成することで、医療教育を変革すること」を目的としている。12,000平方フィートの学際的な国立外科・臨床技術センターがあり、アメリカ合衆国外で初めてのセンターである。このセンターは、実際の病院を模して設計されており、様々な手術室がある。これらには、臨床技能実習室が2室、病室が8室、臨床外来10室ある。地下室にスポーツジムがある。図書館もこのキャンパスにある。

## 大学構成

### 学部
以下は、RCSIの学部である。
- 医学部
- 薬学部
- 理学療法学部
- 国際臨床学部

### 研究科
以下は、RCSIの研究科である。
- 医学研究科
- 看護助産研究科
- 歯学研究科
- スポーツ・運動医学研究科
- 放射線研究科

### 附属機関
以下は、RCSIの附属病院である。
- ボーモント病院（本大学病院）

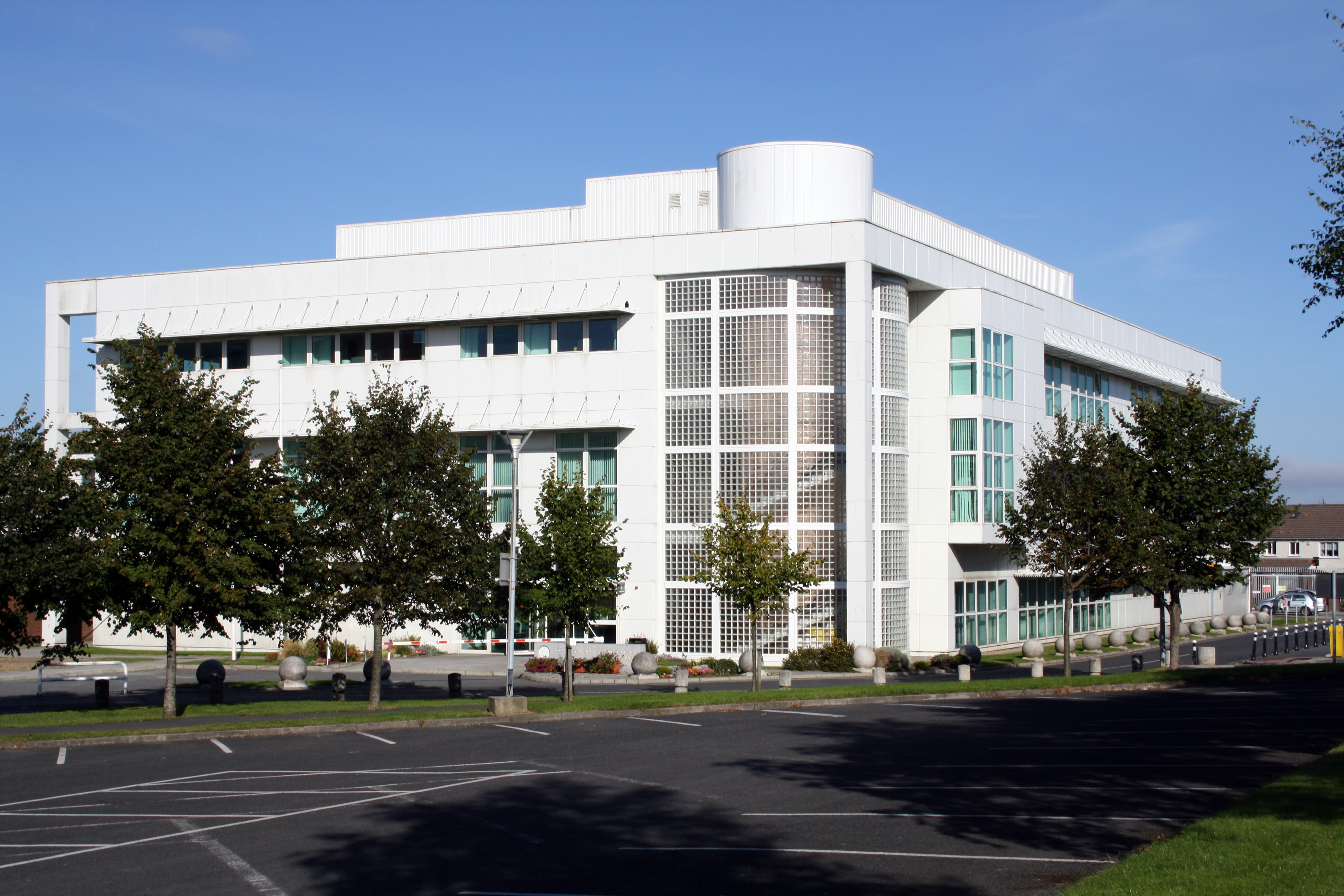
ボーモント病院のRCSI疾患研究センター

  - セント・ジョセフ病院（リハビリテーション病院）
- キャバン＆モナガン病院
- コノリー病院
- ラウス県病院
- ドロヘダ聖母ルルド病院
- ロタンダ病院
- 王立ビクトリア眼科耳鼻咽喉科病院[17]

## 教育および研究

### 教育
医学部は、高等学校を卒業した学生用の医学部と他の学位を修了（例えば他大学の文学部卒業など）した学生用の医学部が用意されている。後者は、アイルランドで初めて導入した大学である。

### 研究
生体材料と再生医学、悪性腫瘍、神経・精神疾患、人口保健・保健サービス、外科学と実践、血管生物学、化学・薬学、看護・助産、免疫・感染・炎症、医療従事者教育、婦人科・産科・周産期医療、呼吸器学、内分泌学の分野で研究している。

## 学生生活

### サークル
2020年7月現在、RCSIには41のサークルが運営されている。眼科サークルや整形外科サークルなど医学関係のサークルがあるのが特徴である。

### スポーツクラブ
2020年7月現在、RCSIには35のスポーツクラブが運営されている。中には、空手道、柔道などの日本発祥の武道もある。伝統的に医学はラグビーと関係があり、2000年までのアイルランドの国際的な選手980人のうち、201人が医師だった。

### 学生組合
学生組合は毎年選出される団体で、8人の役員から構成されている。学部と学生の間の大学の橋渡し役であり、ほとんどの会議に招待され、様々な問題について学生の声を聞くことができるようにしている。RCSIのすべてのクラスからの代表者で構成される学生評議会と密接に連携している。

## 対外関係

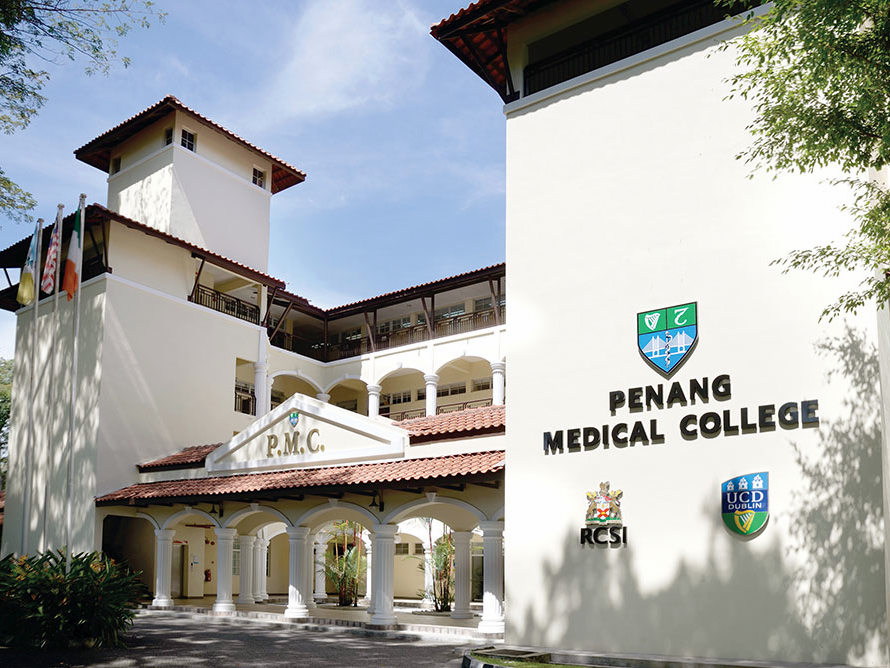
RCSI - UCDマレーシアキャンパス

RCSIは国際的にも有数の医療機関として、世界中の教育の医学関連分野で活躍している。例えば、南アフリカのアパルトヘイトの間、RCSIは差別された人々に医学教育を提供した。2005年にRCSIドバイが設立され、現在はヘルスケア・マネジメントの修士課程を提供している。
2007年にバレンティア・テクノロジー、ダブリン消防隊、病院前救急医療協議会と共同で、ドバイの救急医療サービス内での患者ケアの向上と応答時間の改善を目的とした、救急医療サービス・ドバイ研修所との研修を開始した。
マレーシアでは、ユニバーシティ・カレッジ・ダブリン（アイルランド国立大学ダブリン校、UCD）と共同で、ペナン州の州都ジョージタウンにキャンパスを所有している。1996年に設立されたRCSI - UCDマレーシアキャンパス (RUMC) は、以前はペナン医科大学として知られており、RUMCで修了する前に、RCSIまたはUCDのいずれかで前半を過ごすプログラムを提供している。セランゴール州のペルダナ大学RCSI (PU-RCSI) は、2011年に設立された。
アイルランド王立外科医学院バーレーン医科大学は、RCSIの完全所有の構成大学である。2004年10月に医学研究を開始した。2009年以降、アイルランド国立大学からも学位を授与されるようになった。
薬学部や理学療法学部では、中華人民共和国、アメリカ合衆国のほか日本の大学でも交換留学を実地している。

## 主な出身者
- パトリック・オキャラハン - 陸上選手（ハンマー投）
- ワン・アジサ - マレーシアの政治家、元眼科医
- フェリペ・コンテポーミ - アルゼンチンのラグビーユニオン選手

## 公式サイト
- アイルランド王立外科学院（英語）
- アイルランド国立大学（英語）